# Gardiner Lyceum
Gardiner Lyceum là trường dạy nghề đầu tiên ở Hoa Kỳ. Mục đích của trường là mang lại cho những người trẻ những kỹ năng cần thiết trong các giao dịch buôn bán. Đây là một trường giáo dục nghề nghiệp cho nông dân, nhà nông học cùng các ngành nghề chuyên môn khác của thế kỷ XIX. Nó cung cấp những kiến thức giáo dục khoa học và kỹ thuật cần thiết cho nghề nghiệp của sinh viên hoặc tạo điều kiện giúp họ trở thành nhà giáo dục.

## Lịch sử
Năm 1882, Robert Hallowell Gardiner đã hiến một phần đất đai cũng như nơi ở của mình để thành lập trường. Trường được công nhận rộng rãi trên toàn tiểu bang khi có một đạo luật được thông qua bên cạnh Đạo luật hợp nhất được thông qua vào tháng 2 năm 1823 bởi thống đốc bang Maine, Chủ tịch Thượng viện, Chủ tịch Hạ viện của tiểu bang Maine, chủ tịch trường Bowdoin College, chủ tịch trường Waterville College cùng Hội đồng thanh tra.
Ban giám hiệu của trường Gardiner Lyceum là những người có truyền thống giáo dục đại học lâu đời. Hiệu trưởng và giảng viên chính đầu tiên của trường là Benjamin Hale (chủ tịch trường Hobart College và là giảng viên tương lai tại Đại học Dartmouth). Hiệu trưởng tiếp theo là giảng viên của trường Hamilton College New York, người sau này là chủ tịch của các trường đại học bang Missouri, Maryland, và Wisconsin. Hiệu trưởng tiếp theo là một thẩm phán tối cao ở bang New Hampshire. Sau ông là một hiệu trưởng tốt nghiệp Đại học Brown.
Cơ quan lập pháp bang Maine đã chi cho trường 2.000 đô la tiền mặt vào năm 1823 nhân dịp mở cửa. Cơ quan lập pháp cũng cung cấp cho trường khoản tiền 1.000 đô la mỗi năm trong sáu năm bắt đầu từ năm 1825. Trong năm đầu tiên đi vào hoạt động, trường có hai mươi sinh viên. Con số này tăng lên 53 vào năm 1824, 120 vào năm 1825. Năm 1826, số lượng sinh viên giảm xuống chỉ còn 55 học sinh, trong đó chỉ có 2 cư dân bản xứ sống gần khu vực.

## Khóa học

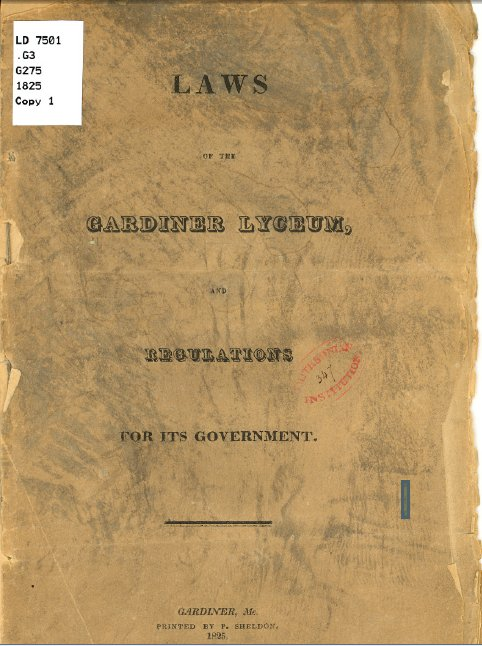
Luật của Gardiner Lyceum